# المسافة الجمالية
تُشير المسافة الجمالية إلى الفجوة بين الواقع الواعي للمشاهد والواقع الخيالي المُقدم في عملٍ فني، يكون المؤلف قد حقق مسافةً جماليةً قريبة عندما يصبح القارئ منغمسًا تمامًا في عالم السرد الوهمي للكتاب، إذا قام المؤلف بعد ذلك بإبعاد القارئ عن حقيقة القصة وتذكير القارئ بشكلٍ أساسي بأنهم يقرؤون كتابًا فيقال أنّ المؤلف "انتهك المسافة الجمالية".

## نظرة عامة
ينبع هذا المفهوم من النّقد المتعلّق بالأحكام لإيمانويل كانط؛ حيث يؤسس فكرة البهجة الفاترة التي لا تعتمد على رغبة الفاعل بالشيء عينه، كما كتب أيضًا "إنّ الاستمتاع بالفن الجميل إذا ما اعتمد على ذوق مبني على تقدير أصيل للشيء فانه لن يشتمل على اهتمام سريع. [...] فهذا الاهتمام السريع لن يكون متعلقًا الشيء، بل بالأحرى بالصفة الجوهرية للجمال الذي يؤهله لمثل هذه الشراكة-أو الشخصية – التي تنتمي بالتالي إلى جوهر الجمال ذاته.". مصطلح المسافة الجمالية تم اشتقاقه من مقال كتبه إدوارد بولو نُشر في عام ١٩١٢؛ حيث يبدأ بولو مقالته بصورة راكب يراقب الضباب في البحر على متن سفينة، إذا كان الراكب يفكر في الضباب على أنه خطر على السفينة فإن التجربة ليست جمالية ولكن اتخاذ وقفة جمالية حقيقية يكون عن طريق النظر إلى المشهد الجميل في تعجّب مستقلّ، فإن المرء يجب أن يشعر ولكن ليس كثيرًا. كتب بولو، "المسافة... يتم الوصول إليها عن طريق فصل الشيء وجاذبيته عن ذات الشيء ويكون ذلك عن طريق إبعاده عن الاحتياجات والغايات العملية." وبالتالي يصبح "التأمل" في الشيء وحده ممكنًا"، يستحضر مؤلفو الأفلام والخيال والدراما والشعر مستويات مختلفة من المسافة الجمالية، على سبيل المثال؛ يميل ويليام فوكنر إلى استدعاء مسافة جمالية قريبة باستخدام الأسلوب السردي الذي يستخدم صيغة المتكلم وأيضًا الأسلوب السردي الذي يصور الأفكار والمشاعر التي يشعر بها راوي القصة؛ بينما يميل إرنست همينغوي إلى استدعاء مسافة جمالية أكبر من القارئ من خلال استخدام الأسلوب السردي مستخدمًا صيغة الغائب.

## انتهاك المسافة الجمالية
إن أي شيء يجذب المشاهد بعيدًا عن حقيقة العمل الخيالي يعد انتهاك للمسافة الجمالية، مثال على ذلك في المسرح أو الأفلام هو "كسر الجدار الرابع" وهو مصطلحٌ يشير إلى الموقف الذي تعطل الشخصيات تقدم القصة لكي تتحدث مباشرة إلى الجمهور، عندما يتم انتهاك المسافة الجمالية عمدًا في المسرح، يُعرف ذلك باسم أثر المباعدة أو"Verfremdungseffekt" وهو مفهوم تمت صياغته من قبل الكاتب المسرحي بيرتولت بريخت، يمكن أيضًا العثور على العديد من الأمثلة على انتهاك المسافة الجمالية في قصص ما وراء الخيال؛ فمثلاً يقاطع ويليام جولدمان قصته الخيالية مرارًا للتحدث مباشرة إلى القارئ في The Princess Bride وأيضًا في المسرحية الموسيقية Stop the World I Want to Get Off يوقف بطل الرواية Littlechap تقدم المسرحية لمخاطبة الجمهور مباشرة بشكل دوري، غالبًا في الأفلام ما يتم انتهاك المسافة الجمالية بشكل غير مقصود؛ فذلك يشمل ظهور المخرج في العمل للحظات قصيرة أو المؤثرات الخاصة السيئة أو ربما إظهار متعني وقوي لمنتج معين؛ بحيث يمكن أن يكون أي منها كافيًا لإخراج المشاهد من واقع الفيلم، يؤكد دايفيد ماميت في On Directing Film أن التصوير المباشر لمشاهد خارجية أو عنيفة في الفيلم هو انتهاك أساسي للمسافة الجمالية لأن ذلك سيجعل الجمهور يصدر أحكامًا بشكل عفوي حول ما إذا كان ما رأوه للتو حقيقيًا أم لا وبالتالي يتم جذبهم بعيدًا من رواية القصة.